# Thelotrema crateriforme
Thelotrema crateriforme är en lavart som beskrevs av Bél. 1846. Thelotrema crateriforme ingår i släktet Thelotrema och familjen Thelotremataceae.   Inga underarter finns listade i Catalogue of Life.